# 第九のベンさん
「第九のベンさん」（だいくのベンさん）は、ゆずとTRICERATOPSのコラボレーションユニット「The fevers」のデビューシングル。2011年5月4日発売。

## 解説
- ゆずとTRICERATOPSがコラボして作った楽曲。The feversとしては初のシングル。当初3月23日に発売が予定されていたが東日本大震災の影響で発売が延期された。
- 完全限定生産。ビデオクリップを収録したDVDとThe feversステッカー、The fevers オリジナル手ぬぐいが入っている。
- アルバム『2-NI-』に収録されている「Interlude 〜The fevers ある日の風景〜」には「第九のベンさん」につづく掛け合いが収録されている。この掛け合いは曲ができる前に完成した、と北川が「とくダネ！」（2/16収録）で話している。
- PVは鶴岡雅浩が担当。

## 収録曲
1. 第九のベンさん
  - （詞：大工の仁さん / 曲：大工の仁さん, 岩さん）

ゆずのアルバム『2-NI-』からのリカット。
2. チューリップ
  - （詞・曲：大工の仁さん / 編曲：野間康介 & The fevers）

DVD
1. 「第九のベンさん」 MUSIC CLIP